# Jardin Federico-García-Lorca
Jardin Federico-García-Lorca (původně Square Federico-García-Lorca) je veřejný park, který se nachází v Paříži ve 4. obvodu.

## Poloha
Park se nachází na sníženém nábřeží Seiny pod Quai de l'Hôtel-de-Ville. Tvoří součást park Rives-de-Seine. Nachází se zde též Port de l'Hôtel-de-Ville, kde je stanice Batobus.

## Historie
Místo se původně nazývalo Square du Port-de-l'Hôtel-de-Ville. Později bylo přejmenováno na Square Federico-García-Lorca na počest španělského básníka a dramatika Federica Garcíy Lorcy (1898–1936). K přejmenování na současný název Jardin Federico-García-Lorca došlo roku 2013. V roce 2017 byl park upraven v rámci odklonu dopravy na nábřeží a vytvoření parku Rives de Seine.